# Julien Sottiault
Julien Sotiault (Le Havre, 9 settembre 1904 – Orléans, 27 agosto 1975) è stato un calciatore francese, di ruolo attaccante.

## Carriera

### Nazionale
Ha collezionato cinque presenze con la propria Nazionale.